# Centre hospitalier de Granby
Le Centre hospitalier de Granby (CHG) est un hôpital situé à Granby, en Montérégie (Québec, Canada).

## Historique

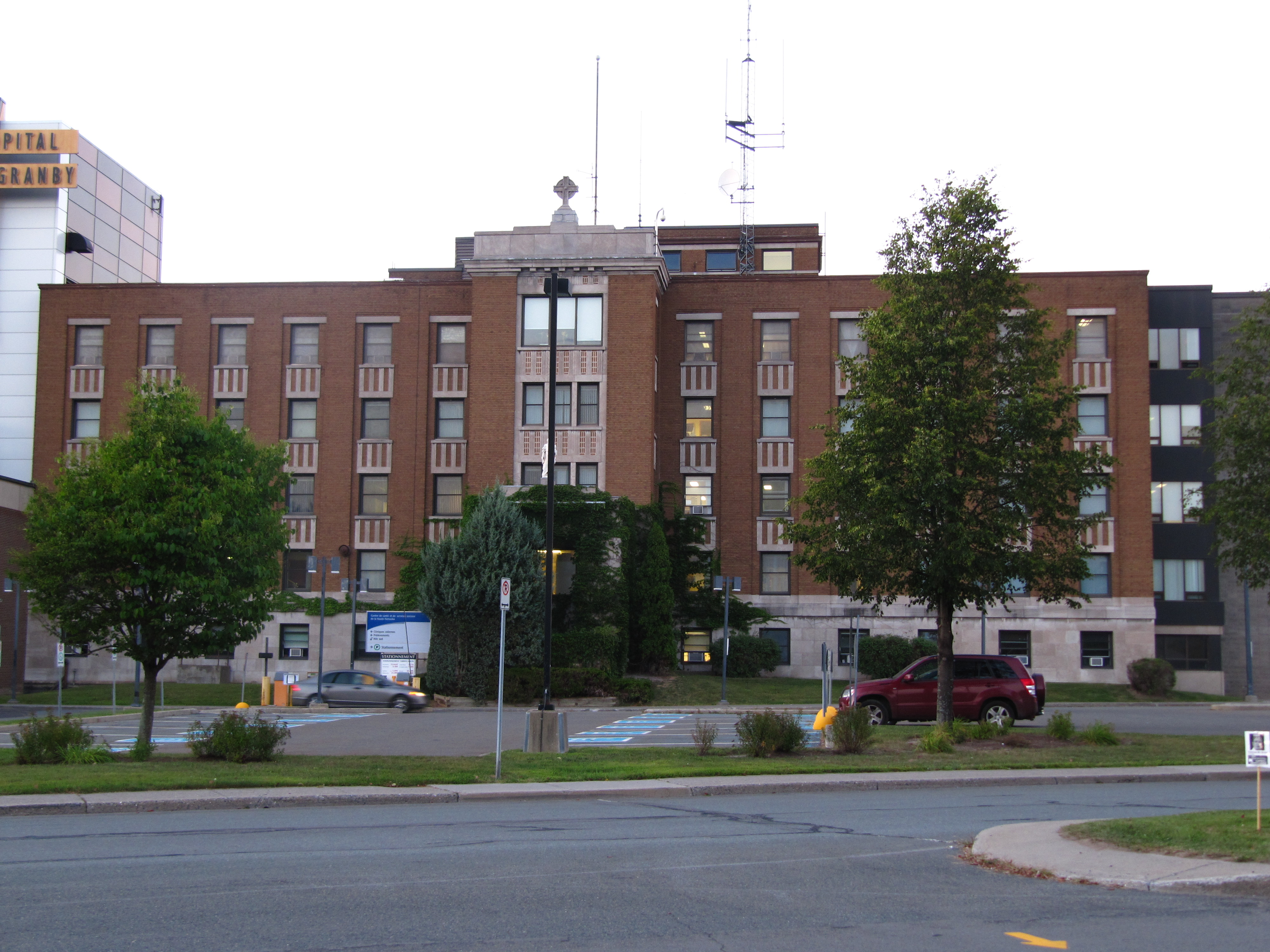
Hôpital de Granby

Le 23 septembre 1945, l'Hôpital Saint-Joseph de Granby est fondé dans la ville du même nom. D'abord géré par les Sœurs de la Charité de Saint-Hyacinthe et une quarantaine d'employés, l'hôpital compte plus de 100 lits et 26 chambres privées. En 1975, il change d'appellation pour celle du Centre hospitalier de Granby.
Le 15 mars 1984 marque la création de la Fondation du Centre hospitalier Piedmont-Yamaska (renommée Fondation du Centre hospitalier de Granby le 1erfévrier 2002) alors que plusieurs programmes financés par le gouvernement sont abandonnés par ce dernier.
En juin 2004, le centre hospitalier est inclus dans le Centre de santé et de services sociaux de la Haute-Yamaska.
Le 30 janvier 2020, le centre hospitalier a vécu une agression sauvage d'un infirmier par un patient excédé par les délais d'attente à l'urgence.